# Tecpán Guatemala
Tecpán Guatemala (del náhuatl, «mansión de los dioses» o «casa real») es un municipio de la República de Guatemala, perteneciente al departamento de Chimaltenango, y localizado en la región conocida como Altiplano Central. Tiene una extensión territorial de 201 km², dista treinta y cuatro km de la cabecera departamental y ochenta y ocho de la Ciudad de Guatemala. Cuenta con treinta y cuatro aldeas y diecisiete caseríos.
Tecpán fue fundado como «Tecpam-Guatemala» por los conquistadores españoles y los indígenas tlaxcaltecas y cholultecas que los acompañaban en el sitio en el que se encontraba la ciudad de Iximché —capital del Kaqchikel— luego de la Conquista de Guatemala en 1524, y fue la primera capital de Guatemala. Debido a los constantes ataques de los indígenas no conquistados, la ciudad se tuvo que mudar a una nueva localidad en el valle de Almolonga.
Después de la Independencia de Centroamérica en 1821, el Estado de Guatemala también dividió su territorio en once distritos para la administración de justicia por medio del sistema de juicios de jurados; «Tecpam-Guatemala» fue asignado al Circuito de Comalapa en el Distrito N.°8 (Sacatepéquez).
En 1942, Tecpán fue severamente dañado por un fuerte terremoto que afectó al altiplano guatemalteco.

## Toponimia
Los indígenas tlaxcaltecas y cholultecas llamaban a la ciudad «Tecpán Guauhtemalan» —que en idioma náhuatl que quiere decir «Casa Real» o «Mansión de los Dioses»— ya que eran originarios de Técpan de Galeana y encontraron algunas similitudes entre ambos lugares.[cita requerida]

## Economía
En esta ciudad se producen variedad de productos como: queso, chorizos, textiles, etc. Cuenta con hermosos paisajes y con las ruinas de la ciudad de Iximché, y su sistema económico se basa en la agricultura. La mayoría de verduras y legumbres se pueden cosechar en esta tierra aunque también otra de las actividades comerciales que destacan en esta ciudad es la producción de prendas de vestir a base de lana como: suéteres, colchas, tapados, que se comercializan en otros departamentos. El jueves es el día oficial en que se comercializan los distintos productos, este día desde muy tempranas horas llegan personas de otras aldeas y municipios de Guatemala, tanto para la compra como para la venta de sus cosechas entre otros objetos comercializables.

## Geografía física

### Clima
Tecpán se caracteriza por su clima frío y una espesa neblina en amaneceres y atardeceres; la cabecera municipal tiene clima templado (Clasificación de Köppen: Csb).
| Parámetros climáticos promedio de Tecpán | Parámetros climáticos promedio de Tecpán | Parámetros climáticos promedio de Tecpán | Parámetros climáticos promedio de Tecpán | Parámetros climáticos promedio de Tecpán | Parámetros climáticos promedio de Tecpán | Parámetros climáticos promedio de Tecpán | Parámetros climáticos promedio de Tecpán | Parámetros climáticos promedio de Tecpán | Parámetros climáticos promedio de Tecpán | Parámetros climáticos promedio de Tecpán | Parámetros climáticos promedio de Tecpán | Parámetros climáticos promedio de Tecpán | Parámetros climáticos promedio de Tecpán |
| Mes                                      | Ene.                                     | Feb.                                     | Mar.                                     | Abr.                                     | May.                                     | Jun.                                     | Jul.                                     | Ago.                                     | Sep.                                     | Oct.                                     | Nov.                                     | Dic.                                     | Anual                                    |
| ---------------------------------------- | ---------------------------------------- | ---------------------------------------- | ---------------------------------------- | ---------------------------------------- | ---------------------------------------- | ---------------------------------------- | ---------------------------------------- | ---------------------------------------- | ---------------------------------------- | ---------------------------------------- | ---------------------------------------- | ---------------------------------------- | ---------------------------------------- |
| Temp. máx. media (°C)                    | 19.1                                     | 20.1                                     | 21.5                                     | 22.4                                     | 21.9                                     | 20.3                                     | 20.4                                     | 21.0                                     | 20.0                                     | 19.6                                     | 19.3                                     | 19.2                                     | 20.4                                     |
| Temp. media (°C)                         | 13.0                                     | 13.6                                     | 14.9                                     | 16.2                                     | 16.9                                     | 16.1                                     | 16.0                                     | 16.0                                     | 15.5                                     | 15.1                                     | 13.8                                     | 13.4                                     | 15                                       |
| Temp. mín. media (°C)                    | 7.0                                      | 7.2                                      | 8.4                                      | 10.1                                     | 11.9                                     | 12.0                                     | 11.6                                     | 11.0                                     | 11.1                                     | 10.7                                     | 8.4                                      | 7.6                                      | 9.8                                      |
| Precipitación total (mm)                 | 2                                        | 4                                        | 6                                        | 47                                       | 112                                      | 273                                      | 184                                      | 211                                      | 282                                      | 137                                      | 32                                       | 5                                        | 1295                                     |
| Fuente: Climate-Data.org                 |                                          |                                          |                                          |                                          |                                          |                                          |                                          |                                          |                                          |                                          |                                          |                                          |                                          |

### Ubicación
Tecpán Guatemala se encuentra en el departamento de Chimaltenango, y sus colindancias son:
- Norte: Chiché y Joyabaj, municipio del departamento de Quiché
- Sur: Patzún, municipio del departamento de Chimaltenango
- Sureste: Patzicía, municipio del departamento de Chimaltenango
- Este: Santa Apolonia, San José Poaquil, San Juan Comalapa y Santa Cruz Balanyá, municipios del departamento de Chimaltenango
- Oeste: Chichicastenango, municipio del departamento de Quiché[6]

|                         | Norte: Chiché y Joyabaj |                                                                            |
| Oeste: Chichicastenango |                         | Este: Santa Apolonia San José Poaquil San Juan Comalapa Santa Cruz Balanyá |
|                         | Sur: Patzún             | Sureste: Patzicía                                                          |

## Gobierno municipal
Los municipios se encuentran regulados en diversas leyes de la República, que establecen su forma de organización, lo relativo a la conformación de sus órganos administrativos y los tributos destinados para los mismos. Aunque se trata de entidades autónomas, se encuentran sujetos a la legislación nacional y las principales leyes que los rigen desde 1985 son:
| N.º | Ley                                                | Descripción |
| --- | -------------------------------------------------- | --- |
| 1   | Constitución Política de la República de Guatemala | Tiene una regulación legal específica para los municipios en los artículos 253 al 262. |
| 2   | Ley Electoral y de Partidos Políticos              | Ley de carácter constitucional aplicable a los municipios en el tema de la conformación de sus autoridades electas. |
| 3   | Código Municipal                                   | Decreto 12-2002 del Congreso de la República de Guatemala. Tiene la categoría de ley ordinaria y contiene preceptos generales aplicables a todos los municipios, e inclusive contiene legislación referente a la creación de los municipios.             |
| 4   | Ley de Servicio Municipal                          | Decreto 1-87 del Congreso de la República de Guatemala. Regula las relaciones entra la municipalidad y los servidores públicos en materia laboral. Tiene su base constitucional en el artículo 262 de la constitución que ordena la emisión de la misma. |
| 5   | Ley General de Descentralización                   | Decreto 14-2002 del Congreso de la República de Guatemala. Regula el deber constitucional del Estado, y por ende del municipio, de promover y aplicar la descentralización y desconcentración económica y administrativa.                                |

El gobierno de los municipios está a cargo de un Concejo Municipal mientras que el código municipal —ley ordinaria que contiene disposiciones que se aplican a todos los municipios— establece que «el concejo municipal es el órgano colegiado superior de deliberación y de decisión de los asuntos municipales […] y tiene su sede en la circunscripción de la cabecera municipal»; el artículo 33 del mencionado código establece que «[le] corresponde con exclusividad al concejo municipal el ejercicio del gobierno del municipio».
El concejo municipal se integra con el alcalde, los síndicos y concejales, electos directamente por sufragio universal y secreto para un período de cuatro años, pudiendo ser reelectos.
Existen también las Alcaldías Auxiliares, los Comités Comunitarios de Desarrollo (COCODE), el Comité Municipal del Desarrollo (COMUDE), las asociaciones culturales y las comisiones de trabajo. Los alcaldes auxiliares son elegidos por las comunidades de acuerdo a sus principios y tradiciones, y se reúnen con el alcalde municipal el primer domingo de cada mes, mientras que los Comités Comunitarios de Desarrollo y el Comité Municipal de Desarrollo organizan y facilitan la participación de las comunidades priorizando necesidades y problemas.
Los alcaldes que ha habido en el municipio son:
- 2016-2020: Serapio Ordóñez[8]

## Historia

### Época prehispánica

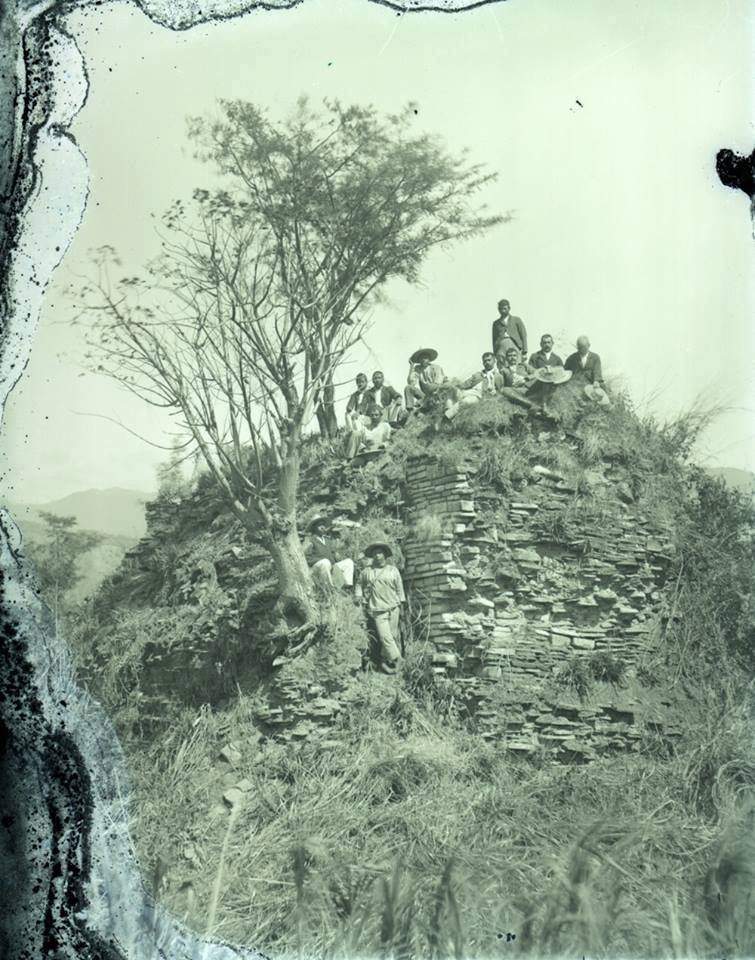
Ruinas de Iximché en la década de 1920, cuando todavía no habían sido restauradas.

Antes de la conquista de Guatemala por España en la década de 1520, Tecpán era la ciudad de Iximché que había sido fundado en 1470 y fue la capital del reino kaqchikel en el Posclásico Tardío. Contaba con un número de templos piramidales, palacios y dos campos de juego de pelota mesoamericano. Durante muchos años, los kaqchikeles habían sido aliados leales de los maya quichés. Sin embargo, el crecimiento del poder de los kaqchikeles dentro de esta alianza finalmente causó tantas tensiones que los kaqchikeles se vieron obligados a huir de la capital de los quichés y de fundar la ciudad de Iximché. los kaqchikeles establecieron su nueva capital en una cumbre con buenas defensas naturales, casi totalmente rodeada de profundos barrancos. La ciudad de Iximché se desarrolló rápidamente, y dentro de 50 años de su fundación alcanzó su extensión máxima. Los gobernantes de Iximché eran conformados de cuatro nobles principales, extraídos de los cuatro clanes más importantes del pueblo kaqchikel, aunque solo eran los señores de los clanes Sotz'il y Xajil quienes poseían el poder real.
Tras la conquista, fue la primera capital de la recién conquistada Guatemala, pero tuvo que trasladarse a una nueva ubicación debido a los constantes ataques de los indígenas rebeldes que se oponían férreamente a la conquista española.

### Tras la Independencia de Centroamérica
La constitución del Estado de Guatemala dividió al territorio del Estado en once distritos para la administración de justicia por medio del sistema de juicios de jurados el 11 de octubre de 1825; la constitución indica que el poblado de «Tecpam-Guatemala» era parte del Circuito de Comalapa en el Distrito N.°8 (Sacatepéquez), junto con la propia Comalapa, Santa Polonia, Patzum, el Molino, Balanyá y San Martín.

### Terremoto de 1942
El 6 de agosto de 1942, Tecpán fue severamente dañado por un sismo que se produjo a las 17:37 hora local (23:37 UTC) y tuvo una magnitud de 7.7 en la escala de magnitud de momento (Mw) y 7.9 en la escala de Magnitud de onda superficial (Ms). El epicentro se encontró a lo largo de la costa sur de Guatemala,.
El terremoto causó extensos daños en el altiplano central y occidental de Guatemala, provocando la muerte de treinta y ocho personas. Los deslizamientos de tierra, causados por la combinación del terremoto y las fuertes lluvias estacionales, destruyeron carreteras, incluso la Carretera Interamericana, y líneas telegráficas.

## Nativos ilustres
- Sergio Chumil (2000–), ciclista profesional.

## Galería de imágenes

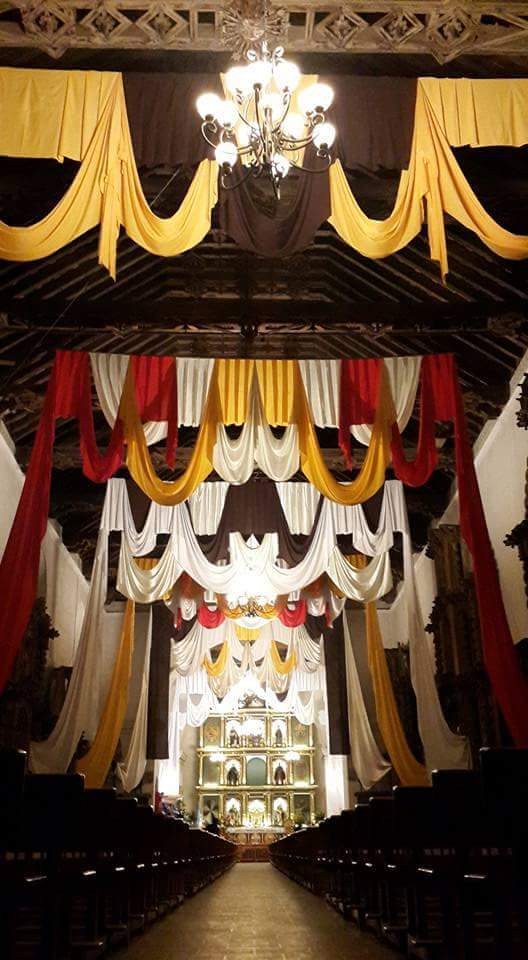
Interior del Templo Colonial de Tecpán Guatemala
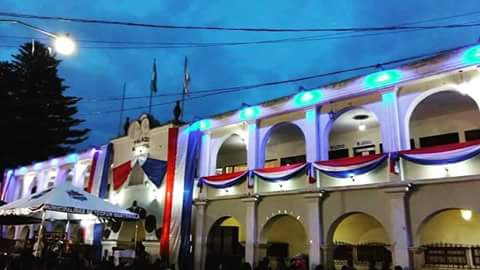
Vista Nocturna de la Municipalidad de Tecpán Guatemala
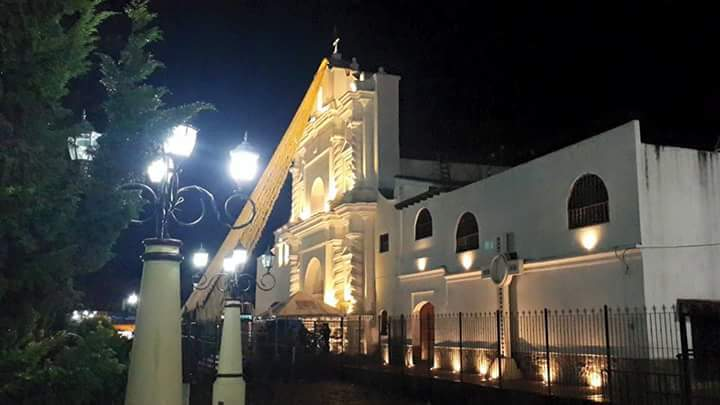
Vista Nocturna del Templo Colonia San Francisco de Asís de Tecpán Guatemala, lugar donde fue fundada la primera capital del reino de Guatemala.
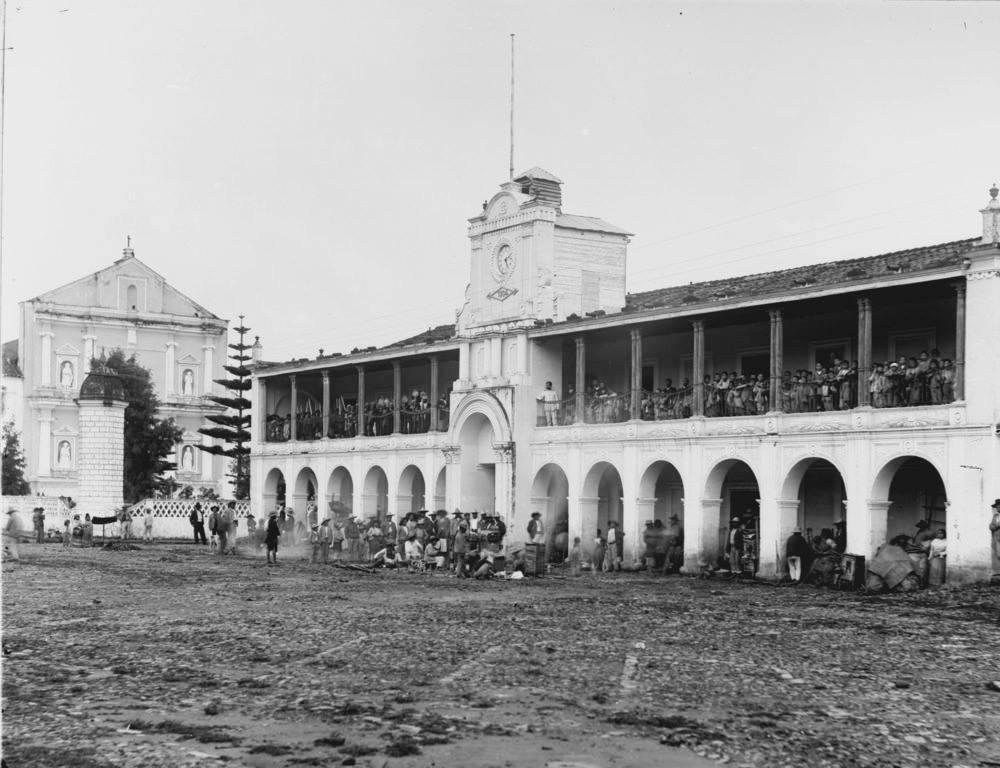
Plaza central en la década de 1910. Fotografía de Juan José de Jesús Yas.